# Язениця Польська
Язениця Польська — колишнє село в Україні, у Кам'янка-Бузькому районі Львівської області. Відселене і зруйноване радянською владою після другої світової війни у зв'язку зі створенням на території, яка включала це село та сусідні села (Язениця Руська, Бербеки і Будки Незнанівські), авіаційного полігону. Територією села протікала однойменна річечка, яка й нині називається Ясеницький Рів або Ясеницький струмок (у деяких джерелах — Ясенецький струмок).
Раніше село називалося Язениця Руданська і належало старості  і належало старості Кам'янки Струмилової (нині — Кам'янка-Бузька). З 1787 року село перейшло разом з посадою старости Камінки Струмилової у власність графа Цетнера.
Наприкінці XIX століття більшість земель в селі належала нащадкам графа Йозефа Мієра, який придбав їх у 1798 році разом з посадою старости Кам'янки Струмилової. Згідно з переписом населення від 1880 року в Язениці Польській мешкало 590 особи. Згідно з переписом населення від 1900 року в селі вже мешкало 702 особи, з них 115 греко-католиків, 582 — римокатоликів та 5 — юдеїв. Цей же перепис подає, що 75 мешканців села вказали рідною мовою українську (русинську), а 627 — польську.
Греко-католицька громада села належала до парафії села Руда Сілецька, а римо-католицька громада — до парафії Кам'янки Струмилової.
За часів Польської Республіки до 1934 року село було самоврядною громадою у Камінецькому повіті Тернопільського воєводства. У зв'язку з адміністративною реформою 1 серпня 1934 року село було включене до новоутвореної сільської об'єднаної ґміни Кам'янки Струмилової того ж повіту і того ж воєводства. Станом на 1 січня 1939 року у селі Язениця Польська мешкало 740 осіб, з них: 60 українців та 680 поляків. 
По війні село увійшло в склад УРСР і незабаром було ліквідоване. Частину селян радянська влада вивезла до Сибіру, а решту розселили у навколишніх селах, які не підпадали ліквідації, через створення військового полігону на території сусідніх сіл.